# 郑国泰
郑国泰（?—?），明朝政治人物，顺天府大兴县（今北京市）人，明神宗郑贵妃之兄弟（或言為郑贵妃弟，明史载為其兄），郑承宪之子，官至正一品左都督。

## 人物生平
郑贵妃万历初年入宫，生下皇三子朱常洵，进封皇贵妃，极受明神宗宠爱，廷臣怀疑郑贵妃意圖爭國本，群臣争言立储，并攻击以郑国泰为代表的郑氏家族，明神宗概置不问。
郑国泰及其伯父郑承恩都主张早立太子，并多次上疏表明立场。
郑国泰之父郑承宪官至从一品都督同知，万历十七年（1589年）郑承宪病卒，郑国泰向明神宗请求承袭父职。兵部进言神宗，承袭非例，需减职相授，故神宗授郑国泰正二品都指挥使一职。数日後，兵科都给事中张希皋上疏：“都指挥使只比都督同知低一等，係屬流官，按照《大明会典》，不应承袭。郑承宪已官居极品，国泰如今又得高位，如此优待皇贵妃家，那又应当如何对待皇后之家？”此疏不报，明神宗并不理会。
自万历十七年（1589年）郑国泰减袭父职步入仕途，至万历二十九年（1601年）十一月太子朱常洛册立、国本议定，其间郑国泰曾先后六次上疏明神宗建言立储之事。
万历二十六年（1598年），郑承恩上疏弹劾给事中戴士衡、知县樊玉衡妄图离间骨肉，污蔑郑皇贵妃，明神宗将戴、樊二人發配了事。
万历二十九年（1601年）十一月四日，明神宗上其母李太后徽号，加恩皇亲，郑国泰因郑贵妃之故连升四级，官至正一品左都督。有明一朝，皇贵妃及其以下，无论有多受宠，若无军功，外戚授职最高只有郑国泰一人，得到了一品武职左都督的职位。